# Église centrale de Kouvola
L'église centrale de Kouvola (en finnois : Kouvolan keskuskirkko) est une église luthérienne située à Kouvola en Finlande,. 

## Architecture
L'église centrale de Kouvola est achevée en 1977 et inaugurée en 1978. 
La paroisse luthérienne a fait don, à la paroisse orthodoxe de Hamina, de son ancienne église principale, un édifice en pierre construit par les Russes en 1913-1915. 
La nouvelle église Centrale est conçu par le bureau d'architecture, Jaakko et Kaarina Laapotti.
La nef de l'église est de forme rectangulaire.
La façade est en aluminium et en acier.
À l'intérieur, les murs sont en briques et le toit est en acier renforcé d'éléments en béton.
L'intérieur de l'église et l'autel mettent en relief les sacrements de l'église luthérienne, le baptême, la communion et l'eucharistie. 
Le retable, œuvre du professeur Jaakko Laapotti, est une reproduction de La Cène de Léonard de Vinci.